# Зинай
Зинай — река в России, протекает в Чердынском районе Пермского края. Устье реки находится в 32 км по левому берегу реки Берёзовая. Длина реки составляет 12 км.
Исток реки юго-восточнее горы Низьва (533 НУМ) в 16 км к юго-западу от посёлка Валай. Река течёт на север по ненаселённой местности, протекает параллельно реке Коркасская восточнее гор Низьва и Коркасская (516 НУМ), относящихся к западным предгорьям Северного Урала. Течение — быстрое, временами бурное. Впадает в Берёзовую в 12 км к северо-западу от посёлка Валай.

## Данные водного реестра
По данным государственного водного реестра России относится к Камскому бассейновому округу, водохозяйственный участок реки — Кама от водомерного поста у села Бондюг до города Березники, речной подбассейн реки — бассейны притоков Камы до впадения Белой. Речной бассейн реки — Кама.
Код объекта в государственном водном реестре — 10010100212111100006154.